# Röthbachfall
Röthbachfall je vodopád v Berchtesgadenském národním parku na jihovýchodě Bavorska. Nachází se na potoce Röthbach, který zde padá z horského srázu zvaného Röthwand a vlévá se do jezera Obersee. Röthbachfall je tvořen dvěma hlavními stupni a s celkovou výškou 470 metrů je nejvyšším vodopádem v celém Německu. Pro turisty se pořádají k vodopádu vyhlídkové plavby na člunech poháněných elektromotory, vyplouvajícími z přístavu v Schönau am Königssee, vede sem také pěší stezka z usedlosti Saletalm.